# La montagna dei dinosauri
La montagna dei dinosauri (in russo Гора динозавров?, Gora dinosavrov) è un film d'animazione sovietico del 1967 diretto da Rasa Strautmane e prodotto dalla Sojuzmul'tfil'm.

## Trama
La storia segue le vite dei dinosauri quando si corteggiano e si riproducono, con le loro uova che si schiudono per effetto del calore del solo sotto lo sguardo attento dei genitori. Quando il clima si raffredda, i gusci delle uova diventano più spesse, impedendo ai piccoli di uscire, cosa che finisce col provocare l'estinzione dei grandi rettili.

## Critica
Il film è stato generalmente interpretato come un monito velato ma sovversiva sui rischi dello stato autoritario.

## Distribuzione

### Italia
Il cortometraggio è stato inserito, in versione in lingua originale sottotitolata, nel DVD I maestri dell'animazione russa - volume 2, edito nel 2005 dalla Terminal Video in collaborazione con il Chiavari Animation Festival.